# Hohlenstein-Stadel

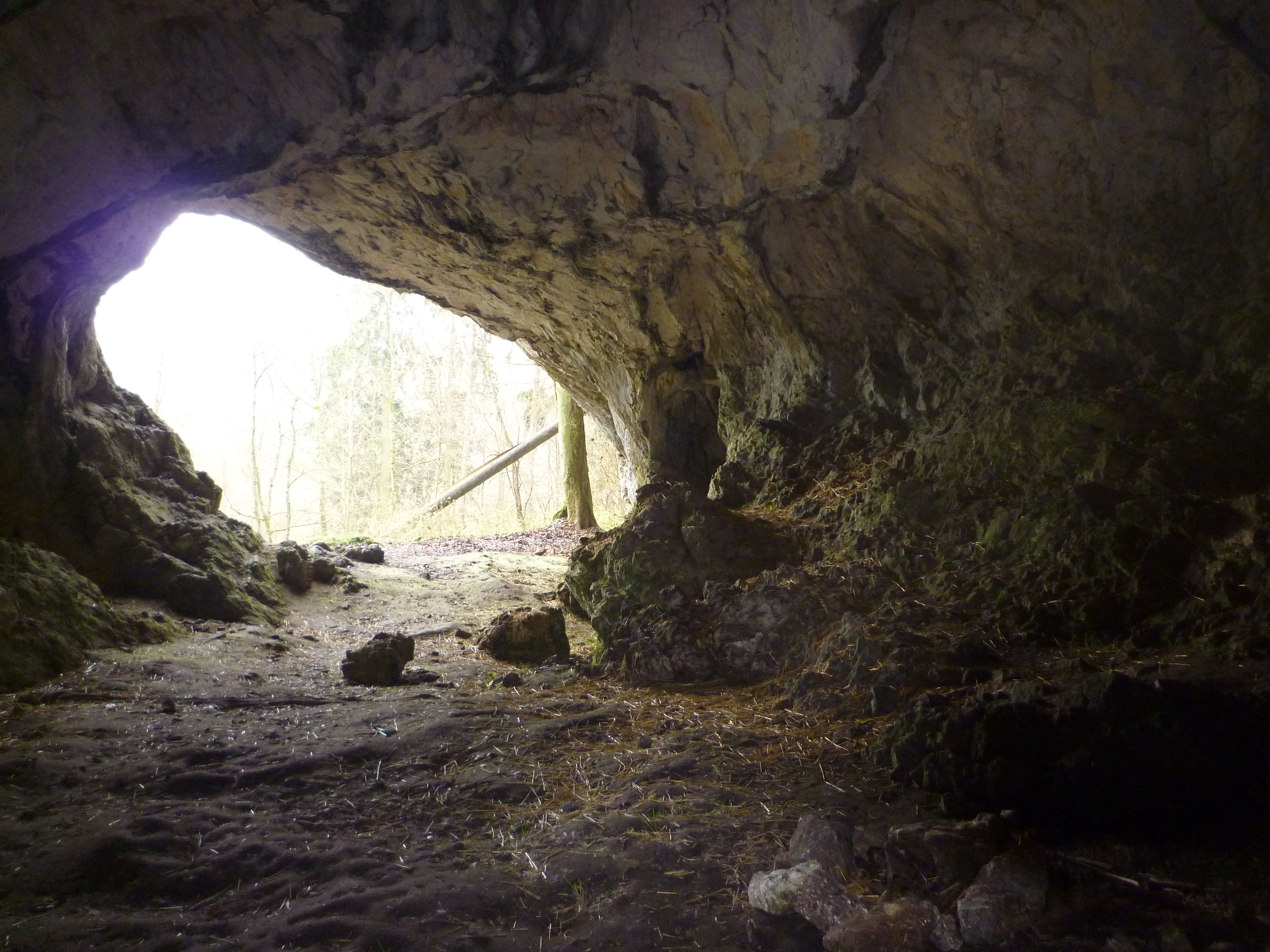
Interior de la cueva de Stadel.

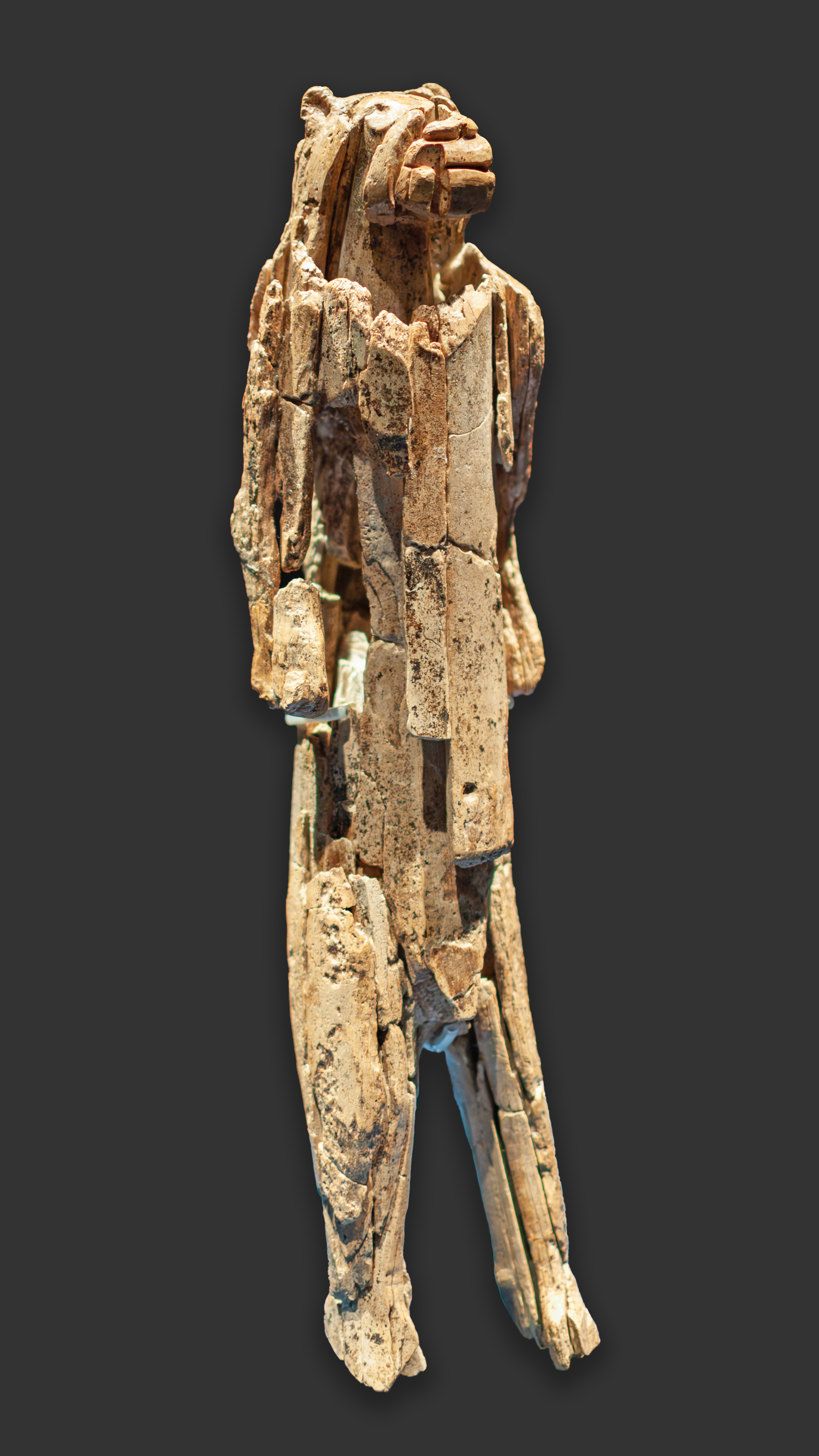
Figurilla de marfil de hombre león (Löwenmensch) de hace alrededor de 32000 años, uno de los hallazgos más espectaculares de la cueva, tras su restauración en 2013.

Hohlenstein-Stadel es una cueva situada en el acantilado de Hohlenstein (no confundir con el Hohle Fels) en el borde meridional del valle del Lone en el acantilado de Hohlenstein en Alemania. Aunque las primeras excavaciones se iniciaron a partir de la segunda mitad del siglo XIX, la importancia de algunos de los hallazgos no se conoció hasta 1969. El hallazgo más significativo fue una pequeña estatua de marfil llamada Hombre león (en alemán “Löwenmensch”), que es una de las piezas de arte figurativo más antiguas jamás encontradas.
El nombre del acantilado deriva de una combinación de Hohlenstein, que significa "roca hueca", y Stadel, que significa "granero". Los acantilados de Hohlenstein son de piedra caliza que se ahuecó por causas naturales para formar cuevas. La Stadel es una de las tres cuevas de la zona que tienen gran importancia paleontológica y arqueológica. Las otras dos son die kleine Scheuer (el pequeño granero) y la Bärenhöhle (Cueva de los osos). En 2017, el yacimiento pasó a formar parte del Patrimonio Mundial de la UNESCO "Cuevas y arte de la Edad de Hielo en el Jura de Suabia".

## Excavaciones
Las primeras excavaciones en Hohlenstein fueron realizadas en 1861 por Oskar Fraas, geólogo y paleontólogo, que buscaba huesos de oso cavernario en la Bärenhöhle y en la Stadel. Regresó en 1866, dándose cuenta de la importancia arqueológica del lugar.
En 1935, los arqueólogos volvieron a excavar la cueva. A una primera excavación de prueba dirigida por Robert Wetzel le siguieron otros trabajos en 1936. Entre 1937 y 1939 se realizaron nuevas excavaciones dirigidas por Wetzel y Otto Völzing, un geólogo. El último día de excavación, el 25 de agosto de 1939, Völzing encontró un gran número de piezas rotas de marfil. Se tomó poca nota de ellas y se almacenaron en el Museo de Ulm.
No fue hasta 1969 cuando Joachim Hahn dio con las más de 200 piezas y las ensambló en una figura de 31 cm de altura de un humanoide con cabeza de león. Ahora se conoce como el Löwenmensch. Con una antigüedad de entre 35.000 y 40.000 años, es una de las piezas de arte figurativo más antiguas jamás descubiertas.
Se hicieron más excavaciones en 1956 y 1957, así como entre 1959 y 1961. La estratigrafía incluye capas del Neolítico, del Mesolítico, del Paleolítico Superior, especialmente del Magdaleniense y del Auriñaciense y, finalmente, del Paleolítico Medio.
Más trabajos siguieron en 1996 y 1997, cuando se efectuó una excavación dirigida por Nicholas Conard, Michael Bolus y Andrew Kandel en el valle frente a las cuevas. La excavación interior se reanudó entre 2008 y 2013 por el Landesamt für Denkmalpflege Baden-Württemberg (oficina estatal de protección de monumentos). Estos trabajos, dirigidos por Thomas Beutelspacher y C.J. Kind, consiguieron localizar el lugar exacto en el que se había descubierto el hombre-león y encontrar numerosas astillas de marfil adicionales que encajaban en la figurilla. La datación de los huesos encontrados inmediatamente al lado arrojó una antigüedad de entre 35.000 y 41.000 años.

## Arqueogenética
El 27 de agosto de 1937, los excavadores descubrieron en la cueva la diáfisis del fémur derecho, de unos 25 cm (10 plg) de longitud, de un homínido arcaico. El fémur procedía de una capa asociada a artefactos musterienses del Paleolítico Medio. Este fémur representa el único fósil de homínido arcaico encontrado en un contexto musteriense en toda la región del Jura de Suabia. Los intentos de datación por radiocarbono del fémur han dado resultados inconsistentes; sin embargo, la datación molecular sugiere que el fémur tiene aproximadamente 124.000 años de antigüedad.
En 2017, los investigadores secuenciaron con éxito el genoma completo del ADNmt del fémur. Los resultados confirmaron que el fémur pertenecía a un Neanderthal. El ADNmt de la muestra de Hohlenstein-Stadel es altamente divergente de los de otras muestras neandertales disponibles. La adición de esta muestra de ADNmt da como resultado casi una duplicación de la diversidad genética del ADNmt neandertal disponible utilizando el estimador theta de Watterson; esto sugiere que la diversidad del ADNmt neandertal era mayor de lo que se presumía. Los investigadores estiman que el ADNmt Hohlenstein-Stadel divergió de otros linajes neandertales hace unos 270.000 años.

## Patrimonio de la Humanidad de la UNESCO
En enero de 2016, el gobierno federal de Alemania solicitó el estatus de Patrimonio de la Humanidad para dos valles con seis cuevas denominadas Höhlen der ältesten Eiszeitkunst ("cuevas con el arte más antiguo de la Edad de Hielo"). El yacimiento abarcaría zonas del valle del Lone y del Ach), ambos en el sur del Jura de Suabia. El primero incluye las cuevas Hohlenstein-Stadel, Vogelherd y Bocksteinhöhle, el segundo Geissenklösterle, Hohle Fels y Sirgenstein Cave. Cada valle contendría un área central de unos 3 a 4 km (1,9 a 2,5 mi) de longitud, rodeada por una zona de amortiguación de una anchura mínima de 100 m (328,1 pies).
En el argumento de por qué estos yacimientos merecen ser reconocidos como parte del patrimonio universal de la humanidad, la zona se describe como la fuente de las obras de arte humano más antiguas actualmente (no estacionarias) en forma de figurillas talladas de animales y humanoides, así como de los instrumentos musicales más antiguos. Sus creadores vivieron, se inspiraron y trabajaron en estas cuevas y sus alrededores. Las cuevas también servían de depósito de las figurillas, que podían utilizarse en un contexto religioso. Además, eran el lugar donde los intérpretes tocaban los instrumentos musicales excavados y donde vivían los grupos sociales de los que surgieron los artistas.
El comité otorgó el estatus de WHS en julio de 2017.